# William Faber
Andreas William Faber, född den 2 januari 1847 i Köpenhamn, död där den 1 maj 1883, var en dansk författare. Han var son till Peter Faber. 
Faber, som var assistent vid Statstelegrafen, är särskilt känd i vida kretsar som visdiktare (bland annat skrev han Sange for Børn til melodier av Emil Horneman) och som författare av en mängd original och bearbetningar av dramatiska arbeten, varav åtskilliga blev skrivna tillsammans med Carl Møller under firmamärket "Peter Sørensen". Faber skrev vidare librettot Spanske Studenter (uppfört 1883 på Det kongelige Teater). En sympatisk skildring av Faber och i det hela av det Faberska hemmet lämnas av Otto Borchsenius i Hjemlige Interiører (sídorna 213–224).